# ایرج خورشیدفر
ایرج خورشیدفر (زاده ۱۳۲۰ در شهرری) کشتی‌گیر تیم ملی ایران در دهه ۱۹۶۰ بود. خورشیدفر با کسب رتبه سوم کشتی جهان در وزن ۶۳ کیلو‌گرم مسابقات ۱۹۶۶ تولیدو آمریکا به دومین ایرانی پس از علیرضا قلیچ‌خانی بدل شد که مدال جهانی در رشته کشتی فرنگی برای ایران کسب می‌کند.
وی در رشته کشتی آزاد فعالیت می‌کرد اما در سال ۱۹۶۶ پر پیکارهای قهرمانی کشور از کشتی آزاد به فرنگی تغییر رشته داد. وی در باشگاه بابک شهرری (باشگاه حمید سوریان) تمرین می‌کرد.